# Alexander MacNicoll
Alexander „Alex“ MacNicoll (* 1990 in Hunterdon County, New Jersey) ist ein US-amerikanischer Filmschauspieler.

## Leben
Alexander MacNicoll wurde an der Privatuniversität DeSales University in Pennsylvania zum Schauspieler ausgebildet. Seit 2013 tritt er in US-amerikanischen Fernsehserien und seltener auch Filmen auf. In der Serie Transparent verkörperte er die Figur Colton ab 2014. In der Serie Tote Mädchen lügen nicht spielte er Peter Standall ab 2017. In der Netflix-Original-Serie The Society spielte er 2019 als Luke Holbrook mit.

## Filmografie (Auswahl)
- 2014: Modern Family (Fernsehserie, Episode 5x18)
- 2014: The Fosters (Fernsehserie, 2 Episoden)
- 2014: Criminal Minds (Fernsehserie, Episode 10x08)
- 2014–2019: Transparent (Fernsehserie, 10 Episoden)
- 2015: City of McFarland (McFarland, USA)
- 2015: Bones – Die Knochenjägerin (Bones, Fernsehserie, Episode 10x11)
- 2015: Rizzoli & Isles (Fernsehserie, Episode 6x09)
- 2016: Die 5. Welle (The 5th Wave)
- 2017–2020: Tote Mädchen lügen nicht (13 Reasons Why, Fernsehserie, 5 Episoden)
- 2018: A.X.L.
- 2018: Vice – Der zweite Mann (Vice)
- 2019: The Society (Fernsehserie, 10 Episoden)
- 2019: Sleeping in Plastic
- 2020: Day 13